# 126-й меридіан східної довготи
126-й меридіан східної довготи — лінія довготи, що лежить на 126 градусів східніше Гринвіцького меридіана. Вона проходить від Північного полюса через Північний Льодовитий океан, Азію, Тихий океан, Індійський океан, Австралазію, Південний океан та Антарктиду до Південного полюса.
126-й меридіан східної довготи формує велике коло разом із 54-тим меридіаном західної довготи.

## Список географічних об'єктів, що перетинає 126° сх. д.
Починаючи на Північному полюсі та рухаючись до Південного полюса, 126-й меридіан східної довготи проходить через:
| Координати                                                   | Країна, територія або море | Примітки                                                                              |
| ------------------------------------------------------------ | -------------------------- | ------------------------------------------------------------------------------------- |
| 90°0′ пн. ш. 126°0′ сх. д. / 90.000° пн. ш. 126.000° сх. д.  | Північний Льодовитий океан |                                                                                       |
| 77°41′ пн. ш. 126°0′ сх. д. / 77.683° пн. ш. 126.000° сх. д. | Море Лаптєвих              |                                                                                       |
| 73°31′ пн. ш. 126°0′ сх. д. / 73.517° пн. ш. 126.000° сх. д. | Росія                      | Проходить через дельту Лени                                                           |
| 52°46′ пн. ш. 126°0′ сх. д. / 52.767° пн. ш. 126.000° сх. д. | КНР                        | Хейлунцзян — приблизно на 10 км                                                       |
| 52°40′ пн. ш. 126°0′ сх. д. / 52.667° пн. ш. 126.000° сх. д. | Росія                      | Приблизно на 9 км                                                                     |
| 52°35′ пн. ш. 126°0′ сх. д. / 52.583° пн. ш. 126.000° сх. д. | КНР                        | Хейлунцзян Внутрішня Монголія — приблизно на 1 км Хейлунцзян Цзілінь                  |
| 40°56′ пн. ш. 126°0′ сх. д. / 40.933° пн. ш. 126.000° сх. д. | Північна Корея             | Приблизно на 2 км                                                                     |
| 40°55′ пн. ш. 126°0′ сх. д. / 40.917° пн. ш. 126.000° сх. д. | КНР                        | Цзілінь — приблизно на 2 км                                                           |
| 40°53′ пн. ш. 126°0′ сх. д. / 40.883° пн. ш. 126.000° сх. д. | Північна Корея             |                                                                                       |
| 37°52′ пн. ш. 126°0′ сх. д. / 37.867° пн. ш. 126.000° сх. д. | Жовте море                 |                                                                                       |
| 34°53′ пн. ш. 126°0′ сх. д. / 34.883° пн. ш. 126.000° сх. д. | Південна Корея             | Проходить через острови в повітах Сінан[en] та Чиндо[en]                              |
| 34°15′ пн. ш. 126°0′ сх. д. / 34.250° пн. ш. 126.000° сх. д. | Жовте море                 | Проходить західніше острова Чеджу, Південна Корея                                     |
| 33°17′ пн. ш. 126°0′ сх. д. / 33.283° пн. ш. 126.000° сх. д. | Східнокитайське море       |                                                                                       |
| 25°15′ пн. ш. 126°0′ сх. д. / 25.250° пн. ш. 126.000° сх. д. | Тихий океан                | Філіппінське море — проходить східніше островів Калікоан[en] та Сулуан[en], Філіппіни |
| 9°57′ пн. ш. 126°0′ сх. д. / 9.950° пн. ш. 126.000° сх. д.   | Філіппіни                  | Проходить через острови Сіаргао[en] та Середній Букас                                 |
| 9°42′ пн. ш. 126°0′ сх. д. / 9.700° пн. ш. 126.000° сх. д.   | Тихий океан                | Філіппінське море                                                                     |
| 9°18′ пн. ш. 126°0′ сх. д. / 9.300° пн. ш. 126.000° сх. д.   | Філіппіни                  | Проходить через острів Мінданао                                                       |
| 6°54′ пн. ш. 126°0′ сх. д. / 6.900° пн. ш. 126.000° сх. д.   | Затока Давао[en]           |                                                                                       |
| 6°12′ пн. ш. 126°0′ сх. д. / 6.200° пн. ш. 126.000° сх. д.   | Тихий океан                |                                                                                       |
| 3°29′ пн. ш. 126°0′ сх. д. / 3.483° пн. ш. 126.000° сх. д.   | Молуккське море            |                                                                                       |
| 1°48′ пд. ш. 126°0′ сх. д. / 1.800° пд. ш. 126.000° сх. д.   | Індонезія                  | Проходить через острів Манголе[en]                                                    |
| 1°54′ пд. ш. 126°0′ сх. д. / 1.900° пд. ш. 126.000° сх. д.   | Море Серам                 |                                                                                       |
| 2°15′ пд. ш. 126°0′ сх. д. / 2.250° пд. ш. 126.000° сх. д.   | Індонезія                  | Проходить через острів Санана[en]                                                     |
| 2°28′ пд. ш. 126°0′ сх. д. / 2.467° пд. ш. 126.000° сх. д.   | Море Банда                 |                                                                                       |
| 3°13′ пд. ш. 126°0′ сх. д. / 3.217° пд. ш. 126.000° сх. д.   | Індонезія                  | Проходить через найзахіднішу точку острова Буру                                       |
| 3°18′ пд. ш. 126°0′ сх. д. / 3.300° пд. ш. 126.000° сх. д.   | Море Банда                 |                                                                                       |
| 7°40′ пд. ш. 126°0′ сх. д. / 7.667° пд. ш. 126.000° сх. д.   | Індонезія                  | Проходить через острів Ветар                                                          |
| 7°54′ пд. ш. 126°0′ сх. д. / 7.900° пд. ш. 126.000° сх. д.   | Море Банда                 |                                                                                       |
| 8°30′ пд. ш. 126°0′ сх. д. / 8.500° пд. ш. 126.000° сх. д.   | Східний Тимор              | Проходить через острів Тимор                                                          |
| 9°6′ пд. ш. 126°0′ сх. д. / 9.100° пд. ш. 126.000° сх. д.    | Тиморське море             |                                                                                       |
| 13°7′ пд. ш. 126°0′ сх. д. / 13.117° пд. ш. 126.000° сх. д.  | Індійський океан           |                                                                                       |
| 14°1′ пд. ш. 126°0′ сх. д. / 14.017° пд. ш. 126.000° сх. д.  | Австралія                  | Західна Австралія                                                                     |
| 32°17′ пд. ш. 126°0′ сх. д. / 32.283° пд. ш. 126.000° сх. д. | Індійський океан           | Австралія визнає цю акваторію частиною Південного океану[1][2]                        |
| 60°0′ пд. ш. 126°0′ сх. д. / 60.000° пд. ш. 126.000° сх. д.  | Південний океан            |                                                                                       |
| 66°17′ пд. ш. 126°0′ сх. д. / 66.283° пд. ш. 126.000° сх. д. | Антарктида                 | Проходить через Австралійську антарктичну територію (претендує Австралія)             |